# Psychomachia

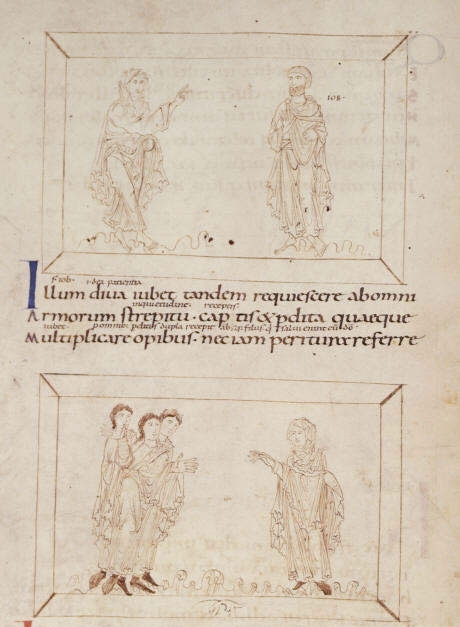
Illustratie uit MS24199, een tiende-eeuws Prudentiushandschrift in de British Library: Patientia ('Geduld') en Job

De Psychomachia (Grieks: Ψυχομαχία/Psukhomakhía, strijd der zielen/strijd van de ziel/strijd voor de ziel) van de Latijnse dichter Prudentius (ca. 348 - 405) uit de late oudheid is een van de eerste en meest invloedrijke middeleeuwse christelijke allegorieën, de eerste in een lange traditie van werken als Roman de la Rose, Elckerlijc en Piers Plowman. Stilistisch is de Psychomachia een middeleeuws epos dat nauw verwant is aan de klassieke Latijnse poëzie, zoals de Aeneis, van Vergilius.

## Inhoud
Het epos is verdeeld in twee delen: de praefatio ("voorwoord") en het eigenlijke gedicht, dat 915 hexameter lang is. In het gedicht beschrijft Prudentius het conflict tussen de personificaties van deugden en zonden als een gevecht in de stijl van de Aeneis van Vergilius. Het christelijke geloof strijdt met heidense idolatrie, aangemoedigd door duizend christelijke martelaren. Kuisheid wordt aangevallen door lust, maar zij slaat haar vijand neer met een zwaard. Woede valt geduld aan, maar is niet bij machte om het te verslaan en vernietigt in plaats daarvan zichzelf. Op vergelijkbare wijze vechten verschillende zonden met eraan tegengestelde deugden en worden telkens verslagen. Ook verschijnen Bijbelse figuren die als voorbeeld dienen voor deugden, bijvoorbeeld Job als voorbeeld van het geduld.
Hoewel zeven deugden zeven zonden verslaan, gaat het niet om de bekende zeven hoofdzonden, noch de drie goddelijke deugden en de vier kardinale deugden, die pas veel later werden vastgelegd door de Kerk van Rome.

## Voorwoord
De 68 jambische trimeters van het voorwoord herhalen een passage uit het Oude Testament die vertelt hoe Abraham Lot redde door hem te helpen de heidense steden Sodom en Gomorra te ontvluchten voordat ze werden vernietigd. De 318 slaven van Abraham die in deze Bijbelse tekst worden genoemd, komt overeen met het getal TIH in de Griekse nummering. Dit vertegenwoordigd tevens het Tau-kruis en de eerste twee letters van de naam van Jezus, in het Grieks ΙΗΣΟΥΣ. De verschijning van drie engelen die de zwangerschap van Sara aankondigen is een allegorische voorafbeelding van het theologische dogma van de christelijke drie-eenheid, God in drie personen: Vader, Zoon en Heilige Geest. Zo kondigt Prudentius met deze Bijbelse uiteenzetting het centrale thema van zijn werk aan en plaatst het tegelijkertijd in zijn religieuze context. De strijd tussen heidense ondeugden en christelijke deugden speelt zich af in het theater van de menselijke ziel, net als de uiteindelijke constructie van de tempel der wijsheid.

## Manuscripten
Middeleeuwse manuscripten zijn vaak geannoteerd met glossen en vergezeld van verluchtingen, wat getuigt van de populariteit van de tekst. De Psychomachia had inderdaad een grote invloed op de kunst van de Middeleeuwen, zowel op allegorische poëzie als op schilderkunst en beeldhouwkunst. Het is een van de meest geciteerde oude gedichten in de Middeleeuwen. Door de populariteit van de tekst zijn er relatief veel manuscripten van overgebleven. In totaal kennen we ongeveer 300 Psychomachia-manuscripten waarvan er 19 verlucht zijn.

#### Verluchte handschriften
1. Parijs, Bibliothèque Nationale France, Cod. Latin 8085, Aurelius Clementis Prudentius (f.55v-70r), perkament, 875-900, Latijn[2]
2. Brussel, Koninklijke Bibliotheek van België, MS 9987-91; Prudentius, Psychomachia (f.100r-129r), perkament, ca.890, Latijn[3]
3. Parijs, Bibliothèque Nationale France, Cod. Latin 8318; Prudentius, Psychomachia (f.49-64), perkament, 9e eeuw, Latijn[4]
4. Leiden, Bibliotheek der Universiteit, Cod. Burmanniani in quarto 3; Prudentius, Psychomachia, perkament, tweede helft 9e eeuw, Latijn
5. Bern, Burgerbibliothek, Cod. 264; Prudentius, Carmina, perkament, ca.900, Latijn en Duits[5]
6. Parijs, Bibliothèque Nationale France, Cod. Latin 18554, Aurelius Clementis Prudentius (f.140r-168r), perkament, 850-1000, Latijn[6]
7. Cambridge, Corpus Christi College, MS 23; Prudentius, Psychomachia en andere gedichten, perkament, 10e eeuw, Latijn[7]
8. Brussel, Koninklijke Bibliotheek van België, MS 10066-77; Prudentius, Psychomachia, perkament, 10e eeuw, Latijn[8]
9. Londen, British Library, Add MS 24199, part 1; Miscellany (Prudentius, Psychomachia), perkament, 10e eeuw, Latijn[9]
10. Londen, British Library, Add MS Cotton Cleopatra C VIII; Prudentius, Psychomachia, perkament, 10e eeuw, Latijn[10]
11. München, Staatsbibliothek, CLM. 29031b; Prudentius, Psychomachia, perkament, 10e eeuw, Latijn[11]
12. Leiden, Universiteitsbibliotheek, Cod. Voss. Lat 8˚ 15; Prudentius, Psychomachia (f.37-62), perkament, ca.1025, Latijn[12]
13. Keulen, Dombibliothek, MS 81; Prudentius, Psychomachia (f.65v-94v), perkament, eind 10e/begin 11e eeuw, Latijn[13]
14. Lyon, Bibliothèque du Palais des Arts, MS. PA 22; Prudentius, Psychomachia, perkament, 11e eeuw, Latijn[14]
15. Brussel, Koninklijke Bibliotheek van België, MS. 9968-72; Prudentius, Psychomachia (f.74r-115r), perkament, 11e eeuw, Latijn[15]
16. London British Library, Add Cotton MS Titus D XVI; Prudentius, Psychomachia (f.2-34), perkament, 12e-13e eeuw, Latijn[16]
17. Parijs, Bibliothèque Nationale France, Cod. Latin 15158; Prudentius, Psychomachia (f.48r-65r), perkament, 1289, Latijn[17]

## Voetnoten
1. ↑  (en) Ray, Alison, The Psychomachia: An Early Medieval Comic Book. British Library (20 januari 2017). Geraadpleegd op 17 januari 2023.
2. ↑  (fr) Bibliothèque nationale de France, Latin 8085, Aurelius Clementis Prudentius. Bibliothèque nationale de France. Geraadpleegd op 31 januari 2023.
3. ↑  Koninklijke Bibliotheek België, Prudentius MS 9987-91. Koninklijke Bibliotheek België. Geraadpleegd op 30 januari 2023.
4. ↑  (fr) Bibliotèque Nationale France, Archives et manuscrits: Latin 8318. Bibliotèque Nationale France. Geraadpleegd op 17 januari 2023.
5. ↑  (en) e-codices - Virtual Manuscript Library of Switzerland, Bern. Burgerbibliothek, Cod. 264. e-codices - Virtual Manuscript Library of Switzerland. Geraadpleegd op 17 januari 2023.
6. ↑  (fr) Bibliothèque Nationale France, MS Latin 18554. Bibliothèque Nationale France. Geraadpleegd op 30 januari 2023.
7. ↑  (en) Stanford Libraries, Cambridge, Corpus Christi College, MS 023: Anglo-Saxon Illustrated Prudentius. Orosius. Stanford Libraries. Geraadpleegd op 17 januari 2023.
8. ↑  Koninklijke Bibliotheek België, Prudentius Psychomachia MS 10066-77. Koninklijke Bibliotheek van België,. Geraadpleegd op 30 januari 2023.
9. ↑  (en) British Library, Digitised manuscripts; Add MS 24199. British Library. Geraadpleegd op 17 januari 2023. [dode link]
10. ↑  (en) British Library, Digitised Manuscripts: Cotton MS Cleopatra C VIII. British Library. Gearchiveerd op 6 december 2022. Geraadpleegd op 17 januari 2023.
11. ↑  (en) Bayerische Staatsbibliothek, Munich. Bayerische Staatsbibliothek, Clm 29336(1). Bayerische Staatsbibliothek. Geraadpleegd op 17 januari 2023.
12. ↑  (en) Leiden Universiteitsbibliotheek, Voss. Lat 8 15, Hyginus, De astronomia. Leiden Universiteitsbibliotheek. Geraadpleegd op 17 januari 2023.
13. ↑  (de) Erzbischöfliche Diözesan- und Dombibliothek Köln, Prudentius MS 81. Erzbischöfliche Diözesan- und Dombibliothek Köln. Geraadpleegd op 30 januari 2023.
14. ↑  (fr) Catalogue collectif de France, MS PA 22. Psychomachia. Catalogue collectif de France. Geraadpleegd op 31 januari 2023.
15. ↑  Koninklijke Bibliotheek België, Prudentius Psychomachia MS 9968-72. Koninklijke Bibliotheek van België. Geraadpleegd op 31 januari 2023.
16. ↑  (en) British Library, Cotton MS Titus D XVI. British Library. Geraadpleegd op 31 januari 2023. [dode link]
17. ↑  (fr) Bibliothèque nationale de France, Prudentius Psychomachia MS Latin 15158. Bibliothèque nationale de France. Geraadpleegd op 30 januari 2023.